# Dix-septième amendement de la Constitution des États-Unis

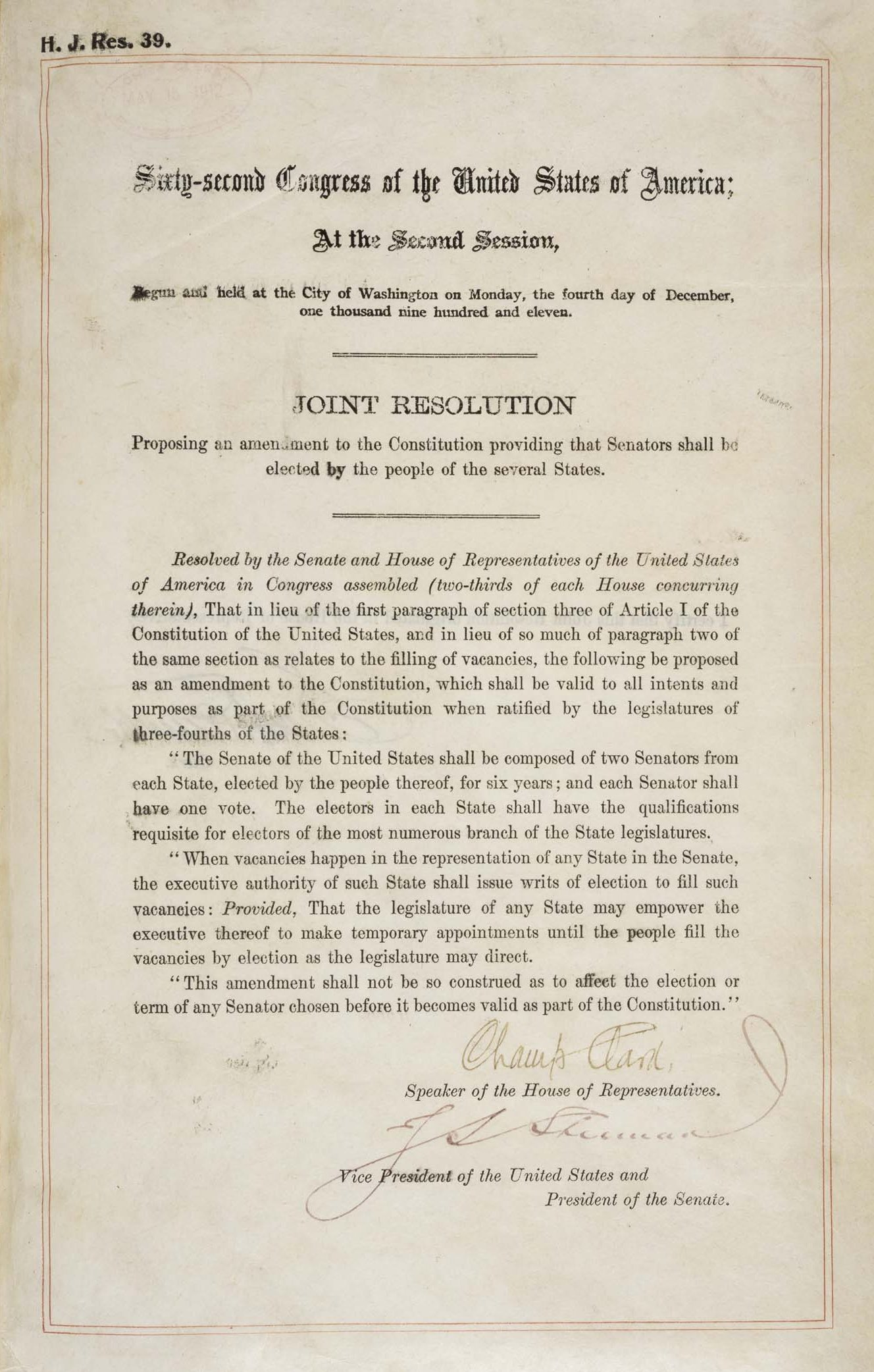
Texte du XVIIe amendement.

Le 17e amendement de la Constitution des États-Unis, adopté en 1913, établit l'élection des sénateurs américains au suffrage universel direct. L'amendement remplace l'article I, § 3, alinéas 1 et 2 de la Constitution, en vertu de laquelle les sénateurs étaient élus par les législatures des États. Il modifie également la procédure de vacance du Sénat, autorisant les législatures des États à permettre à leur gouverneur de faire une nomination temporaire en attendant une élection partielle.

## Texte
Le texte du dix-septième amendement est le suivant :
« The Senate of the United States shall be composed of two Senators from each State, elected by the people thereof, for six years; and each Senator shall have one vote. The electors in each State shall have the qualifications requisite for electors of the most numerous branch of the State legislatures.

When vacancies happen in the representation of any State in the Senate, the executive authority of such State shall issue writs of election to fill such vacancies: Provided, That the legislature of any State may empower the executive thereof to make temporary appointments until the people fill the vacancies by election as the legislature may direct.

This amendment shall not be so construed as to affect the election or term of any Senator chosen before it becomes valid as part of the Constitution »
« Le Sénat des États-Unis doit être composé de deux sénateurs pour chaque État, élus par le peuple de celui-ci pour six ans ; et chaque sénateur doit avoir une voix. Les électeurs, dans chaque État, doivent avoir les qualifications requises pour être électeurs de la chambre la plus nombreuse de la législature de l'État.

Quand une vacance se produit dans la représentation d'un État au Sénat, l'autorité exécutive de l'État en question doit organiser une élection pour pourvoir le siège vacant : la législature de l'État peut autoriser l'exécutif de celui-ci à faire une nomination temporaire jusqu'à ce que le peuple ait pourvu le siège par élection directe.

Cet amendement ne peut affecter l'élection ou le terme du mandat d'un sénateur élu avant qu'il ne devienne valide comme part de la Constitution. »